# Glypta aurora
Glypta aurora là một loài tò vò trong họ Ichneumonidae.